# Island Heat: Stranded
Island Heat: Stranded es una película de suspense de 2006. La película fue dirigida por Kern Konwiser y producida por su hermano Kip Konwiser. Fue estrenada en Estados Unidos el 5 de junio de 2006 en Lifetime, y el 7 de diciembre de 2007 en Hungría. La película está protagonizada por Erica Durance, Brienne De Beau y Jack Hartnett.

## Argumento
Una chica a punto de casarse y su cuatro damas de honor viajan a una exótica isla del Caribe para celebrar su despedida de soltera. Después de llegar al lujoso paraíso, las mujeres se van en barca a una isla desierta, donde poder disfrutar del sol y la arena. El capitán de la barca olvida recoger a las chicas, dejándolas abandonadas en la isla, forzándolas a utilizar una casa deshabilitada como refugio improvisado. Pronto, la situación se convertirá en una pesadilla cuándo las chicas comiencen a desaparecer una a una.

## Reparto
- Erica Durance - Carina
- Brienne De Beau - Regan
- Jack Hartnett - Anthony
- Michelle Jones - Nicole
- Jessica Lauren - Lynette
- Vanessa Millon - Isabel
- Ashley Totin - Danielle Sanders

## Producción
Island Heat: Stranded se rodó en Puerto Rico.